# ۶۰۰ (عدد)
۶۰۰ (عدد) یک عدد طبیعی سه رقمی است که بعد از ۵۹۹ و قبل از ۶۰۱ قرار دارد.